# Príncipe Aéreo
Luis Ángel Salazar, mer känd under sitt artistnamn Príncipe Aéreo, född 25 januari 1997 i Iztapalapa i Mexico City, död 17 oktober 2020 i Ciudad Nezahualcóyotl, var en mexikansk fribrottare (luchador). Príncipe Aereo var en frilansbrottare som valt att inte skriva kontrakt med något av de stora förbunden, och var under den senare delen av 2010–talet ett stort affischnamn vid stora oberoende lucha libre-evenemang i Mexico City och delstaten Mexiko.
Príncipe Aéreo uppträdde under en mask, som är tradition och vanligt bland utövare av lucha libre. Hans riktiga namn och ålder avslöjades först efter hans död.

## Privatliv
Príncipe Aéreo växte upp i den lägre medelklassen, och bodde hemma hos sin mor i Tláhuac. Han hade även en partner sedan många år, även om de inte var formellt gifta. Príncipe Aéreo beskrivs som en tyst men ödmjuk person, och med ett driv och fokus utöver det vanliga när han brottades i ringen. Han varken rökte, drack, eller tog någon form av droger. Han hade även ett stort intresse för motorcyklar. 

## Karriär
Hans intresse för fribrottning började redan när han gick i grundskolan. Hans första tränare var en brottare vid namn Relámpago Azul, vid ett gym i Iztapalapa i Mexico City. Principe Aéreo var en första generationens brottare, och ingen i hans familj hade tidigare ägnat sig åt sporten. Hans mor stöttade hans intresse och karriärval. Hans debutmatch var mot Destructor de Galaxias och Aris Jr., då gick han under namnet Guerrero Celestial. 2015 tog han sin professionella brottarexamen i Mexico City och började träna med den meriterade tränaren El Hijo de Gladiator (Arturo Beristein). Det var även samma år han började använda artistnamnet Príncipe Aéreo.
Någon gång efter det så baserade han sig i Tlahuac där han ofta brottades tillsammans och emot Nuevo Angel, Aerodinamic, Kunay, Destructor de Galaxias, Iron Kid och Genex. 2015 började han att brottas i Promociones Caralucha, som då var det största oberoende förbundet i området kring Mexico City. Caralucha var baserade i Arena San Juan Pantitlán, i Ciudad Nezahualcóyotl. I april–maj 2015 deltog han i talangsökningsturneringen 'Bestario I' som anordnades av Caralucha. En turnering där sammanlagt 18 fribrottare deltog, och fem domare avgjorde vilka som skulle gå vidare från varje moment. Segrarens pris var en match mot Flamita, förbundets stora stjärna. Samtliga 8 finalister utlovades dock att få brottas i förbundet regelbundet. Han tog sig vidare till tredje etappen som hölls lördagen den 16 maj 2015. Där besegrade han Puma Gálactico i kvartsfinalen, men blev utslagen av den slutliga vinnaren Wasson i semifinalen.. Under denna period började han även ta bokningar utanför delstaten Mexiko och Distrito Federal, och brottades bland annat vid oberoende evenemang i delstaterna Aguascalientes och Guerrero. Han brottades också i Nación Lucha Libre, ett förbund vars evenemang gick på TV i Mexiko under Imagen Televisión, delägt av Alberto Del Rio, känd från World Wrestling Entertainment.

## Död
Príncipe Aéreo avled efter en match i Arena San Juan Pantitlán den 17 oktober 2020. Ingen olycka skedde under själva matchen, och det fanns ingenting som uppenbart förorsakade händelsen. Halvvägs genom matchen kollapsade Principe Aereo dock. Matchen avbröts och han fick först vård på plats, för att sedan föras till ett närliggande sjukhus, men hans liv gick inte att rädda. Det rapporterades först, felaktigt, att han drabbats av en hjärtattack. Den 19 oktober 2020, efter att obduktion utförts konstaterades det dock att han istället drabbats av hjärnblödning, då den mellersta hjärnartären, Arteria cerebri media, brustit. Det är en av de artärerna som förser storhjärnan med blod. Det är oklart när han ådrog sig skadan, det är inte sannolikt att den uppstod under matchens gång, utan troligare att han brottats med den under en längre tid.